# مردانشاه (أمير ساساني)
مردانشاه (بالفارسية: مردانشاه) كان أميرًا ساسانيًا في القرن السابع. وهو ابن الملك الساساني (الشاه) كسرى الثاني وشيرين، وكان الخليفة المُفضل للإمبراطورية الساسانية. قُتل لاحقًا مع إخوته وإخوته غير الأشقاء على يد أخيه غير الشقيق قباد الثاني عام 628.